# Groși (Fehér megye)
Groși falu Romániában, Erdélyben, Fehér megyében. Közigazgatásilag Bokajfelfalu községhez tartozik.

## Fekvése
Váleamáre közelében fekvő település.

## Története
Groşi korábban Váleamáre része volt, 1956-ban vált külön 122 lakossal.
1966-ban 113, 1977-ben 80 román lakosa volt. 1992-ben 47 lakosából 46 román, 1 magyar, a 2002-es népszámláláskor pedig 37 lakosa volt, melyből 36 román, 1 magyar volt.